# Maëlle (chanteuse)
Pour les articles homonymes, voir Maëlle et Pistoia.
Maëlle, de son nom complet Maëlle Pistoia est une chanteuse, auteure-compositrice-interprète et musicienne française, née le 4 janvier 2001 à Tournus (Saône-et-Loire).
Elle est la gagnante de la septième saison de The Voice : La Plus Belle Voix (2018) avec plus de 55 % des suffrages face aux trois autres candidats.
En avril 2019, elle sort son premier single, intitulé Toutes les machines ont un cœur, et en novembre de la même année son premier album, intitulé Maëlle.

## Biographie
Née le 4 janvier 2001, Maëlle Pistoia est originaire de Tournus, dans le département de Saône-et-Loire, en Bourgogne,,,,,,. Elle a deux sœurs aînées  et une sœur cadette. Dans son enfance, elle étudie le piano.

### The Voice(2018)
Sa carrière musicale démarre en 2017 lorsqu'elle s'inscrit au casting du concours télévisé The Voice : La Plus Belle Voix en envoyant sa vidéo.
Pour son audition à l'aveugle, elle reprend Toi et moi de Guillaume Grand. Trois des quatre jurés, Florent Pagny, Zazie puis Mika, se retournent. Elle choisit pour coach Zazie. Pour les auditions finales, elle reprend Wicked Game de Chris Isaak.
Lors des duels, elle est choisie par Zazie face à Gulaan sur Fragile de Sting. Lors des premiers primes, elle chante Everybody's Got to Learn Sometime des Korgis et est sauvée par le public. Lors des quarts de finale, elle chante Wasting My Young Years de London Grammar et est sauvée par le public.
Lors de la demi-finale, elle chante Diego libre dans sa tête de France Gall et est choisie par le public face à B. Demi Mondaine pour la finale.
Le 12 mai 2018, lors de la finale, elle interprète d'abord Sign of the Times de Harry Styles, puis Je m'en vais de Vianney en duo avec Vianney et enfin Seras-tu là de Michel Berger en duo avec Zazie,,. Elle remporte la finale avec 55,3 % des suffrages. Elle devient la première femme et, à 18 ans, la plus jeune candidate à gagner le télé-crochet de TF1 depuis sa création,,,.
Le 14 juillet 2018, elle donne son premier concert en public, à  Louhans.

### Premier single et premier album (2019-2020)
Le 5 avril 2019, Maëlle sort son premier single intitulé Toutes les machines ont un cœur. Il est composé par Calogero sur un texte écrit par Zazie ; l'enregistrement est produit par Calogero,. Trois jours avant les examens du bac (en série Économique et Sociale), elle est à Barcelone tournant le clip pour cette chanson,. Réalisé par Nur Casadevall, il est diffusé sur YouTube le 29 juillet.
Le 5 septembre 2019, elle sort le single L'Effet de masse.
Le 6 septembre, elle sort sur YouTube un clip pour une version live d'un nouvel extrait de son album à venir, la chanson L'Effet de masse. Cette chanson entre dans le classement des singles les plus téléchargés en France (pour la semaine du 13 septembre) à la 68e place.
Le 23 septembre, elle sort sur YouTube un clip pour un autre extrait de son album à venir, la chanson Le Pianiste des gares.
Fin septembre, Maëlle est nommée aux NRJ Music Awards 2019 dans la catégorie « Révélation francophone de l’année »,.
Le 4 octobre 2019, elle sort sur YouTube un clip pour la chanson Sur un coup de tête, qui entre dans le classement des singles les plus téléchargés en France (pour la semaine du 11 octobre) à la 75e place.
Le 22 novembre 2019, elle sort son premier album, intitulé simplement Maëlle. L'intégralité de l'album est composé et réalisé par Calogero.
En 2019, elle chante Ce n'est rien en duo avec Julien Clerc, à la télévision (réveillon télé en chansons de France 2)[citation nécessaire]. La même année, elle reprend le titre The A Team d'Ed Sheeran, en live dans le Grand Studio RTL.
En 2020, elle intègre la troupe des Enfoirés. Elle est nommée aux Victoires de la musique, dans la catégorie Album révélation.
En 2021, Maëlle assiste Zazie dans sa fonction de coach pour la saison All Stars de The Voice.

### Fil Rouge(deuxième album)
Le 3 mars 2023, après plus de 3 ans d'absence, elle sort son nouveau single, Flash, écrit et composé par elle-même. Ce titre est le premier single de son deuxième album Fil Rouge qui sort le 29 septembre 2023,.
Un deuxième extrait, En attendant, sort le 24 mai 2023.
En 2024, elle commence sa tournée Fil rouge Tour qui se terminera en 2025.

### Implication et participation à des œuvres caritatives
En 2020, elle intègre le groupe des Enfoirés
2020 : Et demain ? (Et demain ? Le collectif)
Depuis 2018, elle est marraine de l'association ELA.
Elle participe à Fort Boyard en 2024 sur France 2.

## Discographie

### Albums studio
| Album                                                                      | Meilleure position | Meilleure position | Meilleure position | Meilleure position | Certifications |
| Album                                                                      | France             | France Phys.       | Belgique Wallonie  | Suisse rom.        | Certifications |
| -------------------------------------------------------------------------- | ------------------ | ------------------ | ------------------ | ------------------ | -------------- |
| Maëlle - Sortie : 22 novembre 2019 - Label : Mercury Music Group           | 19                 | 19                 | 20                 | 10                 | Or             |
| Fil rouge - Sortie : 29 septembre 2023 - Label : Polydor / Universal Music | 44                 | 12                 | 89                 | 24                 |                |

### Singles
| No | Titre                           | Année | Meilleure position | Meilleure position | Meilleure position | Meilleure position | Certifications | Album  |
| No | Titre                           | Année | France             | France Téléch.     | Belgique Wallonie  | Suisse rom.        | Certifications | Album  |
| -- | ------------------------------- | ----- | ------------------ | ------------------ | ------------------ | ------------------ | -------------- | ------ |
| 1  | Toutes les machines ont un cœur | 2019  | 148                | 20                 | Tip:17             | 12                 | SNEP: Platine  | Maëlle |

### Autres chansons classées
| Titre               | Année | Meilleure position | Certifications | Album  |
| Titre               | Année | France Téléchargés | Certifications | Album  |
| ------------------- | ----- | ------------------ | -------------- | ------ |
| Le Mot d'absence    | 2019  | 90                 |                | Maëlle |
| L'Effet de masse    | 2019  | 68                 | SNEP: Or       | Maëlle |
| Sur un coup de tête | 2019  | 75                 |                | Maëlle |

## Distinctions

### NRJ Music Awards
| Année | Travail nommé | Catégorie                          | Résultat   |
| ----- | ------------- | ---------------------------------- | ---------- |
| 2019  | Maëlle        | Révélation francophone de l’année, | Nomination |

### Victoire de la musique
| Année | Travail nommé | Catégorie         | Résultat   |
| ----- | ------------- | ----------------- | ---------- |
| 2020  | Maëlle        | Album révélation, | Nomination |